# Kansas City Outbound
| Recensione                | Giudizio |
| ------------------------- | -------- |
| All About Jazz (1)        |          |
| Jazzreview                |          |
| Sound Contest             |          |
| All About Jazz (2)        | /        |
| Pittsburgh Tribune Review | /        |
| Jazz Chronicles           | /        |
| Citizen Jazz              | /        |

Kansas City Outbound è il primo album in studio registrato negli Stati Uniti da Roberto Magris per la casa discografica JMood di Kansas City ed è stato pubblicato nel 2008. Il disco, che comprende sia brani originali che standards di genere modern mainstream,  è l’ultima testimonianza discografica del contrabbassista Art Davis.

## Tracce
1. Kansas City Outbound – 3:24 (Roberto Magris)
2. I Fall in Love Too Easily – 8:38 (Cahn, Styne)
3. Iraqi Blues – 7:09 (Roberto Magris)
4. A Flower is a Lovesome Thing – 4:22 (Billy Strayhorn)
5. KC Inbound – 3:25 (Roberto Magris)
6. Reverend du Bop – 7:38 (Andrew Hill)
7. Rainbow Eyes – 3:21 (Roberto Magris)
8. Bemsha Swing – 5:21 (Thelonious Monk)
9. Lonely Woman – 4:02 (Benny Carter)
10. Darn That Dream – 6:43 (Burke, Jimmy Van Heusen)
11. Alone Together – 6:30 (Dietz, Arthur Schwartz)
12. Bye Bye Baby – 5:06 (Cahn, Styne)

## Musicisti
- Roberto Magris – pianoforte
- Art Davis – contrabbasso
- Jimmy “Junebug” Jackson – batteria (brani 1-3, 8)
- Zack Albetta – batteria (brani 5-7, 10-12)